# Есекс (окръг, Ню Йорк)
Вижте пояснителната страница за други значения на Есекс.
Окръг Есекс (на английски: Essex County) е окръг в щата Ню Йорк, Съединени американски щати. Площта му е 4962 km², а населението - 37 956 души (2017). Административен център е населеното място Елизабеттаун.